# 雄略海山
雄略海山（ゆうりゃくかいざん）とは、北太平洋の天皇海山群に位置する海山。約4,300万年前に形成されたとされ、その頂上は海面下約300メートルである。

## 概要
この海山では塩基性を示す玄武岩が採取され、これはハワイ諸島の火山の山頂で採取されたものと類似する。また、天皇海山群の調査は主にこの海山で行われている。